# Carallia
Carallia (łac. Diœcesis Caralliensis) – stolica historycznej diecezji w Cesarstwie Rzymskim (prowincja Pamfilia), współcześnie w Turcji. Pierwszym wzmiankowanym biskupem był Solon (V w.). W 1933 diecezja została ustanowiona biskupstwem tytularnym, od 1981 nie posiada biskupa.

## Biskupi tytularni
| Lp. | Biskup                    | Od              | Do                |
| --- | ------------------------- | --------------- | ----------------- |
| 1   | Cornelius Bronsveld MAfr. | 31 maja 1950    | 25 marca 1953     |
| 2   | Pierre Khuất Văn Tạo      | 7 maja 1955     | 24 listopada 1960 |
| 3   | Louis Joseph Cabana MAfr. | 20 grudnia 1960 | 17 stycznia 1981  |